# Château de Hachiōji
Le château de Hachiōji (八王子城, Hachiōji-jō) est un yamashiro, c'est-à-dire un château en hauteur, situé à Hachiōji, préfecture de Tokyo au Japon.

## Histoire
Le château de Hachiōji, construit au sommet d'une colline dans les années 1570 par Hōjō Ujiteru, possédait de nombreuses dépendances situées dans des positions stratégiques pour dissuader tout ennemi. Quand il quitta le château pour aider à lever le siège d'Odawara cerné par Toyotomi Hideyoshi, Ujiteru ne laissa qu'environ 1 300 hommes au château Hachiōji. Peu après, le 23 juin 1590, les forces de Hideyoshi s'élevant à 50 000 soldats conduits par Maeda Toshiie et Uesugi Kagekatsu arrivèrent pour s'emparer du château qui tomba en leur pouvoir en une journée. Hideyoshi fit alors détruire le château car il craignait qu'on puisse de nouveau l'utiliser contre lui. Pendant des années, le site resta abandonné car il était supposé hanté.

## Armes utilisées pendant le siège de 1590
Vers 1960, des archéologues ont trouvé dans les ruines du château de petites balles pointues en argile, identifiées comme des formes primitives de chausse-trappe, ainsi qu'une pierre plate hexagonale, peut-être ancêtre des shuriken des ninjas.

## Aujourd'hui
Le château est en ruines quoique, en 1990, quelques pierres du mur d'enceinte, un pont au-dessus d'une douve et l'entrée du palais des seigneurs aient été reconstruits. Un tunnel a été creusé dans la montagne sur laquelle est situé le château pour faire passer le Ken-Ō Expressway (en).